# جامعة غراتس الطبية

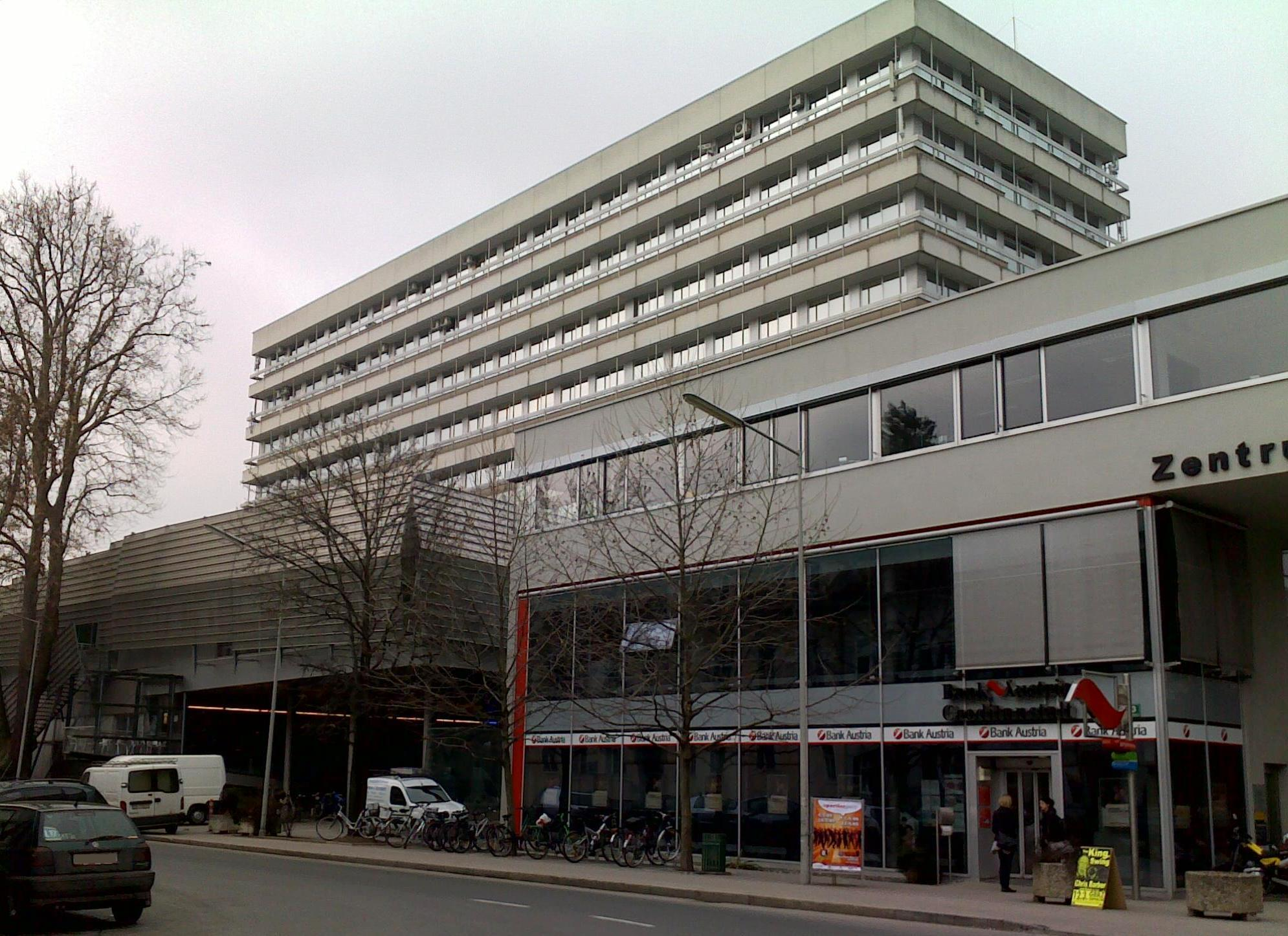
مبنى الجامعة الرئيس

جامعة غراتس الطبية (بالألمانية: Medizinische Universität Graz)، واسمها الرسمي جامعة ليوبولد أوينبروغر الطبية في غراتس (بالألمانية: Leopold Auenbrugger Medizinische Universität Graz) ـ نسبة إلى الطبيب النمساوي ليوبولد أوينبروغر الذي ينتمي إلى مدينة غراتس ـ هي جامعة مختصة بالطب في مدينة غراتس النمساوية.

## تاريخ الجامعة
في سنة 1863، أنشئت كلية الطب بجامعة غراتس بمرسوم من الإمبراطور فرانتس يوزف الأول، وفي 1 يناير 2004، استقلت الكلية عن جامعة غراتس لتصير جامعة مستقلة.

### مشاهير عملوا في الجامعة
عمل في جامعة غراتس الطبية ثلاثة من الحاصلين على جائزة نوبل، هم:
- فريتز بريغل (جائزة نوبل في الكيمياء 1923)
- يوليوس فاغنر فون ياورغ (جائزة نوبل في الطب 1927)
- أوتو لوفي (جائزة نوبل في الطب 1936)

## وصلات خارجية
- الموقع الرسمي للجامعة (بالألمانية)

```
(بالإنجليزية)
```